# Хранитель драконов
«Хранитель драконов» (англ. Dragon Keeper) — роман Робин Хобб, первый в серии «Хроники Дождевых чащоб» (англ. The Rain Wild Chronicles). Написан в форме рассказа от третьего лица с точки зрения нескольких ключевых персонажей. Роман был опубликован 25 июня 2009 года в издательстве HarperVoyager. Действие происходит во вселенной Элдерлингов после событий «Саги о живых кораблях» (трилогии «Волшебный корабль», «Безумный корабль» и «Корабль судьбы»).

## Сюжет
Морские змеи находятся на заключительном этапе их преображения в состояние кокона, за которым следует превращение в дракона. Метаморфоза начинается, и действие перемещается к капитану баржи «Тарман» Лефтрину. На берегу он находит диводрево (материал, из которого изготавливаются обладающие интеллектом корабли в «Саге о живых кораблях»), смытое с пляжа, где драконы формировали свои коконы. Дракон внутри мертв, поэтому Лефтрин первоначально планирует продажу диводрева, но затем решает использовать его на «Тармане».
Следующим повествователем является Тимара, одиннадцатилетняя девочка из Дождевых Чащоб. Вследствие влияния местной магии, она родилась с когтями вместо ногтей. Вместо того, чтобы оставить девочку на смерть, как велит обычай, отец спас её, поругавшись с матерью. Этим он навлек позор на всю семью. Тимара ведет одинокую жизнь, признаваемая лишь самыми близкими людьми. Она смотрит за появлением драконов из коконов и мешает одному из них съесть её отца.
Дочь торговца из города Удачный, Элис заключает брак с Гестом Финбоком. Гест обещает, что позволит Элис заниматься исследованием драконов и Элдерлингов, а она, в свою очередь, избавит его от настойчивых просьб отца о женитьбе и продолжении рода. Вскоре после свадьбы Элис обнаруживает, что безразлична Гесту, и тот лишь пытается произвести на свет сына.

## Персонажи
- Элис Кинкаррон Финбок (англ. Alise Kincarron Finbok)
- Тимара (Thymara)
- Синтара (Sintara) — дракон
- Капитан Лефтрин (Captain Leftrin)
- Седрик (Sedric) — секретарь Геста
- Татс (Tats) — хранитель дракона Фенте
- Сильве (Sylve) — хранитель дракона Меркора
- Репскал (Rapskal) — хранитель дракона Хиби
- Грефт (Greft) — хранитель дракона Кало, неофициальный лидер хранителей
- Джерд (Jerd) — хранительница дракона Верас